# Liệp Tuyết
Liệp Tuyết là một xã thuộc huyện Quốc Oai, thành phố Hà Nội, Việt Nam.
Xã có diện tích 5,12 km², dân số năm 2013 là 5.558 người,.
Xã Liệp Tuyết nằm ở phía Tây nam huyện Quốc Oai cách trung tâm huyện 4 km:
- Phía Bắc giáp xã Ngọc Liệp.
- Phía Nam giáp xã Nghĩa Hương
- Phía Đông giáp Nghĩa Hương Và Ngọc Mỹ.
- Phía Tây giáp xã Tuyết Nghĩa.

Về hành chính, xã Liệp Tuyết gồm có 5 thôn là Đại Phu, Vĩnh Phúc, Thông Đạt, Bái Nội và Bái Ngoại.